# Chuquisaca (departement)

Chuquisaca er et departement i Bolivia i den sydlige del af landet. Departementet grænser op til departementerne Cochabamba, Tarija, Potosí og Santa Cruz. Departementets hovedstad er byen Sucre, der også er Bolivias forfatningsmæssige hovedstad.

## Geografi
Andesbjergenes centrale bjergkæde løber gennem departementet, der ligeledes indeholder en række mindre bjergkæder. Dele af departementet ligger indenfor Amazonbassinet og andre dele indenfor Río de la Platas bassin. Departementets samlede areal er 51.524 km2, hvilket gør departementet til det næstmindste i Bolivia. Det centrale Chuquisaca består af en række mindre bjergkamme, der rejser sig op til 1500 m, der løber nord-syd med flade dale mellem kammene. I departements vestlige del rejser Andesbjergene sig op til 3000 m op og til højsletten Altiplano. Mod øst strækker sig lavland mod bassinerne for Amazos og Rio de la Plata og området Gran Chaco. Departementet er således kendetegnet ved at indeholde områder med meget betydelige højdeforskelle.

## Flora og fauna
De voldsomme højdeforskelle i departementet medfører, at der i departementet er et meget forskelligartet dyre- og planteliv. Udover højdeforskellene er der tillige stor variation af andre faktorer, herunder jordbundsforhold, nedbør, klima og adgang til vand.
Menneskets udnyttelse af naturressourcer har påvirket økonsystemerne, bl.a. som følge af kvægdrift og introduktion af invasive arter, bl.a. citrus. De oprindelige skove og økosystemer har trukket sig tilbage i takt med, at de stejle jorder er forsøgt opdyrket, hvilket har medført at erosion er udbredt i departementet.

## Historie
Ved den spanske erobring af Sydamerika var området befolket af Charcaerne. Som de fleste andre folk i Andes, var Charcaerne blevet koloniseret af inkaerne og var en del af Tawantinsuyo fra omkring midten af det 14. århundrede. Som følge af inkaernes kolonisering talte Charcaerne quechua, selvom de ikke havde nogen etnisk forbindelse til inkaerne. Af udgravninger i området er det konstateret, at området omkring Sucre har været beboet i hvert fald siden 10.000 år. Efterkommere fra Chacaerne er Yampara og Mojocoya, der bebor de centrale og nordlige dele af departementet.
Mod syd bor stammen Chané, der i dag er en del af Guaraníerne. Stammen var i stand til at modstå inkaernes pres og i en periode også spaniernes, men måtte overgive sig til sidst.

## Regering
Departementet ledes som Bolivias øvrige departementer af en guvernør. Den nuværende guvernør (2015) Esteban Urquizu Cuéllar fra Bevægelse for socialisme, der blev valgt den 4. april 2010.

### Lovgivende forsamling
I henhold til forfatningen fra 2009 har hvert departement et folkevalg parlament, der har en begrænset autonomi i forhold til centralregeringen. Ve valget i 2010 til forsamlingens 21 pladser vandt Bevægelse for Socialisme (MAS) 15 pladser og en lokal liste 4 pladser. To pladser tilkommer det lokale folk, Guaraníerne.

### Provinser
Departementet er inddelt i 10 provinser, der igen er inddelt i kommuner (municipales), der igen er inddelt i kontoner.
| Navn            | Befolkning (2012) | Areal km² | Adm. centrum                  |  |
| --------------- | ----------------- | --------- | ----------------------------- |  |
| Oropeza         | 286,140           | 3.943     | Sucre                         |  |
| Azurduy         | 23,872            | 4,185     | Azurduy                       |  |
| Zudáñez         | 39,992            | 3,738     | Presto                        |  |
| Tomina          | 35,192            | 3,947     | Padilla                       |  |
| Hernando Siles  | 32,398            | 5,473     | Monteagudo                    |  |
| Yamparáez       | 26,577            | 1,472     | Tarabuco                      |  |
| Nor Cinti       | 76,477            | 7,983     | Camargo                       |  |
| Sud Cinti       | 25,207            | 5,484     | Villa Abecia                  |  |
| Belisario Boeto | 11,159            | 2,000     | Villa Serrano                 |  |
| Luis Calvo      | 19,139            | 13,299    | Villa Vaca Guzmán (Muyupampa) |  |

## Sprog
De primære sprog i departementet er spansk og quechua. Nedenfor fremgår fordelingen af sprog i departmentet.
| Sprog                | Departement | Bolivia   |
| -------------------- | ----------- | --------- |
| Quechua              | 298,050     | 2,281,198 |
| Aymara               | 4,308       | 1,525,321 |
| Guaraní              | 8,330       | 62,575    |
| Andet indfødt        | 145         | 49,432    |
| Spansk               | 376.071     | 6.821.626 |
| Udenlandsk           | 8.840       | 250.754   |
| Kun indfødt          | 122.401     | 960.491   |
| Indfødt og spansk    | 185598      | 2.739.407 |
| Spansk og udenlandsk | 190.599     | 4.115.751 |

## Eksterne links
- Wikimedia Commons har flere filer relateret til Chuquisaca (departement)
- Chuquisacas historie på boliviabella.com
- Chuquisaca Travel Guide Arkiveret 24. januar 2010 hos  Wayback Machine
- Information om Chuquisaca departementet

20°00′S 64°25′V / 20.000°S 64.417°V
|  | Infoboks uden skabelon Denne artikel har en infoboks dannet af en tabel eller tilsvarende. |